# コンパチヒーローシリーズ
コンパチヒーローシリーズとは、バンダイナムコエンターテインメント（旧バンプレストレーベル）から発売されている、ウルトラシリーズ、仮面ライダーシリーズ、ガンダムシリーズなどのキャラクターが活躍するコンピュータゲームのシリーズ。

## 概要
90年代当時タブーと考えられていた版権作品によるクロスオーバーを、ゲーム業界で初めて実現したシリーズ。特撮ヒーローとロボットアニメという表現方法の異なる作品を、SDによる擬人化というフィルターを通すことによって違和感なく融合させている。
当初はポピー時代より各版権元会社と交流のあった、杉浦幸昌のバンプレスト社長就任時のご祝儀として、シリーズ第1作『SDバトル大相撲 平成ヒーロー場所』のみの企画として発売されたものだが、その後もシリーズものとして継続していくこととなる。
2003年の『チャリンコヒーロー』をもってシリーズの制作は一旦終了するが、2012年にグレイトバトル20周年記念として『グレイトバトル フルブラスト』がリリース。そこから再び制作されるようになった。以降の作品をオフィシャルサイトでは「新（コンパチヒーロー）シリーズ」とも呼称している。
当シリーズでは版権キャラ以外にも、オリジナルキャラクターが敵味方区別なく制作されており、特に一部のキャラクターは様々なタイトルで登場している（下記参照）。

## 作品一覧
| 発売日         | タイトル                                    | ハード       | ジャンル       | 備考 |
| -------------- | ------------------------------------------- | ------------ | -------------- | --- |
| 1990年4月20日  | SDバトル大相撲 平成ヒーロー場所             | FC           | 相撲           | コンパチヒーローシリーズ第一弾 仮面ライダー、ウルトラマン、ガンダムのレギュラーシリーズ3作品に加え、スーパー戦隊シリーズが参加。 |
| 1990年7月7日   | SDヒーロー総決戦 倒せ!悪の軍団              | FC           | アクション     | レギュラーシリーズ3作品に加え、メタルヒーローシリーズが参加。シリーズオリジナルキャラクターが初登場。                            |
| 1990年12月29日 | SDザ・グレイトバトル 新たなる挑戦           | SFC          | アクション     | 「グレイトバトル」シリーズ第一弾                                                                                                 |
| 1991年7月20日  | バトルドッジボール 闘球大激突!              | SFC          | ドッジボール   | レギュラーシリーズ3作品に加え、『マジンガーZ』などのダイナミックプロ作品が参加。                                                 |
| 1992年3月27日  | ザ・グレイトバトルII ラストファイターツイン | SFC          | アクション     | 「グレイトバトル」シリーズ第二弾 主人公の一人としてオリジナルキャラクターのロアが登場。 2人同時プレイが可能となった。            |
| 1992年8月7日   | バーサスヒーロー 格闘王への道               | GB           | 対戦アクション | |
| 1992年10月16日 | バトルドッジボール                          | GB           | ドッジボール   | 騎士ガンダム・ダイナミックプロ作品は参加していない                                                                               |
| 1992年11月20日 | ヒーロー戦記 プロジェクト オリュンポス      | SFC          | RPG            | 初のロールプレイングゲーム スーパーロボット大戦シリーズのマサキとシュウが登場。                                                  |
| 1992年12月11日 | バトルサッカー フィールドの覇者             | SFC          | サッカー       | レギュラーシリーズ3作品に加え、ゴジラシリーズが参加。                                                                            |
| 1992年12月25日 | グレイトバトルサイバー                      | FC           | アクション     | グレイトバトル初のファミコン作品                                                                                                 |
| 1993年2月19日  | バトルベースボール                          | FC           | 野球           | レギュラーシリーズ3作品とゴジラシリーズで構成。                                                                                  |
| 1993年3月26日  | ザ・グレイトバトルIII                       | SFC          | アクション     | |
| 1993年7月23日  | バトルドッジボールII                        | SFC          | ドッジボール   | |
| 1993年7月30日  | 鉄球ファイト! ザ・グレイトバトル外伝        | GB           | アクション     | |
| 1994年1月28日  | ザ・グレイトバトル外伝2 祭りだワッショイ    | SFC          | アクション     | |
| 1994年1月28日  | ガイアセイバー ヒーロー最大の作戦           | SFC          | RPG            | |
| 1994年11月25日 | バトルサッカー2                             | SFC          | サッカー       | |
| 1994年12月17日 | ザ・グレイトバトルIV                        | SFC          | アクション     | |
| 1995年1月27日  | バトルクラッシャー                          | GB           |                | |
| 1995年2月24日  | バトルピンボール                            | SFC          | ピンボール     | |
| 1995年3月17日  | バトルレーサーズ                            | SFC          | レース         | |
| 1995年4月28日  | スーパーパチンコ大戦                        | SFC          | パチンコ       | |
| 1995年6月30日  | スーパーパチンコ大戦                        | GB           | パチンコ       | |
| 1995年9月15日  | スーパー鉄球ファイト!                       | SFC          | アクション     | |
| 1995年12月22日 | ザ・グレイトバトルV                         | SFC          | アクション     | |
| 1996年7月31日  | がんばれ！ぼくらのコンパチヒーローズ        | PICO         |                | |
| 1997年4月11日  | ザ・グレイトバトルVI                        | PS           | アクション     | |
| 1999年1月28日  | スーパーヒーロー作戦                        | PS           | RPG            | |
| 1999年12月3日  | ザ・グレイトバトルPOCKET                    | GB           | アクション     | |
| 2000年7月27日  | 特撮冒険活劇 スーパーヒーロー烈伝           | DC           | RPG            | 今までのシリーズ作品と異なりガンダムやウルトラマンは登場せず、石ノ森章太郎が原作を担当した特撮作品で構成されているのが大きな特徴 |
| 2000年11月22日 | スーパーヒーロー作戦 ダイダルの野望         | PS           | RPG            | |
| 2003年7月17日  | チャリンコヒーロー                          | GC           | レース         | |
| 2012年3月1日   | グレイトバトル フルブラスト                 | PSP          | アクション     | 特典として『バトルドッジボール3』が同梱。同作は単品発売されていない。                                                            |
| 2012年9月6日   | ロストヒーローズ                            | 3DS、PSP     | RPG            | |
| 2013年2月7日   | HEROES' VS                                  | PSP          | 対戦格闘       | |
| 2014年10月23日 | スーパーヒーロージェネレーション            | PS3、PS Vita | SRPG           | |
| 2015年2月2日   | ロストヒーローズ2                           | 3DS          | RPG            | 特典として『ロストヒーローズ BONUS EDITION』のダウンロードコードが付属。同作は単品配信されていない。                             |

### その他
- ザ・グレイトバトルIII (漫画)
- ガイアセイバー ヒーロー最大の作戦 (漫画)
- スーパーヒーロー作戦の関連商品

## オリジナルキャラクター

### ヒーロー
戦士ロア（ファイター・ロア）
ガンダム、仮面ライダー、ウルトラマンに続く、第4のヒーローとして誕生したバンプレストオリジナルキャラクター。90年代当時のバンプレストを代表するキャラクターで、目の周りの縁取りがバンプレストのロゴマークになっている。初登場作品は『SDザ・グレイトバトル 新たなる挑戦』で、お助けキャラクター「ロア」として登場。次作の『ザ・グレイトバトルII』から操作キャラクター「ファイター・ロア」としても登場するようになる。デザインは、『ザ・グレイトバトルII』からMがんぢーが担当した。主な必殺技は、炎の龍で攻撃する「ファイヤードラゴン」や花火を上げる「たまやボンバー」など。
コミック版によると、ダークブレインによって生み出されたサイボーグで、自分と同じ存在を生み出させないために戦っている。『SDザ・グレイトバトル 新たなる挑戦』、『ザ・グレイトバトルIV』、『ザ・グレイトバトルV』では敬語で話すしっかりもの、『ザ・グレイトバトルII』、『ザ・グレイトバトルIII』では口は悪く単純と性格が大きく異なる。
外見については、お助けキャラクター「ロア」としての赤いフード付きローブで全身を覆った姿（『SDザ・グレイトバトル 新たなる挑戦』、『バトルドッジボール 闘球大激突!』ショップ店員)、ロボットのような外見にマントを身につけた姿（『バトルドッジボール 闘球大激突!』審判)、操作キャラクター「ファイター・ロア」としての逆立つ青い髪に赤いアーマーを身に着けた姿（『ザ・グレイトバトルII』以降のグレイトバトルシリーズなど）、白い鎧の騎士の姿（『バトルコマンダー』、後にリメイク版『スーパーロボット大戦』で闘神ゴッド・ノアに流用）がある。
世界観の異なるスーパーロボット大戦OGシリーズにも同一人物として出演しているが、ロア自身はダークブレインとの戦いで肉体を失い精神体となっており、彼の代わりに地球人の高校生コウタ・アズマがアーマーを身につけることでファイター・ロアに変身する。詳しくはアズマ研究所を参照。
エミィ
ロアの妹でコンパチヒーローシリーズのヒロイン。ロアが登場するより先に『SDヒーロー総決戦 倒せ!悪の軍団』にてガチャポンマシンのエンジニア「エミィちゃん」として初登場し、『バトルコマンダー』からロアの妹として設定された。
兄思いのやさしい少女であり、基本的にはヒーローを応援するサポートキャラとして登場するが（グレイトバトルシリーズや『バトルレーサーズ』、『バトルピンボール』）、作品によってはダークブレインの手先として戦いを挑んでくる（『SDヒーロー総決戦 倒せ!悪の軍団』救出して安心したところを変身して襲い掛かってくる、『バトルドッジボールII』最後チーム ゴッドファクトリーの一員として登場、『バトルクラッシャー』ダークブレインに憑依されてダークエミィになり大会優勝者に挑んでくる)。
デザインについては、白い肌で右目が隠れる兜をかぶりレオタードのような服を着たタイプ（『SDヒーロー総決戦 倒せ!悪の軍団』、『バトルコマンダー』、『バトルレーサーズ』レースクイーン）と、髪で右目を隠し白いアーマーにマントを装着しているタイプ（『ザ・グレイトバトルIII』ロアが魔法で変身させられた姿、『バトルレーサーズ』ロアのボードに描かれたイラスト、『バトルドッジボールII』など）の2種類がある。
スーパーロボット大戦OGシリーズでは、コウタの妹ショウコ・アズマの変身した姿としてエミィが登場するが、エミィ本人の精神体は行方不明となっている。また、アーマーのデザインがコンパチヒーローシリーズとは異なっており、マントがなく紫色で兜には猫耳のような突起がある。
ギリアム・イェーガー（ゲシュペンスト）
パワードスーツ「ゲシュペンスト」を駆る連邦軍人として『ヒーロー戦記 プロジェクト オリュンポス』に登場。『バトルドッジボールII』にもロアのチームメイトとして登場する。
『ヒーロー戦記』での経緯から平行世界を彷徨う宿命を背負うことになり、世界観の異なるスーパーロボット大戦シリーズにも記憶を保持した同一人物として登場する。詳しくはヒーロー戦記 プロジェクト オリュンポス#ゼウス側に立って戦闘に参加するメンバーおよびバンプレストオリジナルのキャラクター一覧#旧・特殊戦技教導隊の項を参照。
バンプレキッド
『SDバトル大相撲』で初のバンプレストオリジナルキャラクターの一人として登場。『バトルドッジボール 闘球大激突!』以降の作品ではショップの店員や審判などのヒーロー達を助けるお助けキャラクターとして活躍する。
外見は、胸にバンプレストのロゴマークが入ったスーパーマンのような格好をした小太りの中年で、背中にロケットブースターを背負い側頭部の髪が逆立っている。『バトルコマンダー』では広告のみの登場で弓矢とマスケット銃を装備したロボットという他の作品とは違う姿になっている。
スーパーロボット大戦シリーズに出演したことはないが、『スーパーロボット大戦OGs』の作中に遊園地のマスコットキャラクターとしてグレート雷門と共に名前が登場している。
グレート雷門（かみなりもん）
『SDバトル大相撲』で初のバンプレストオリジナルキャラクターの一人として登場。バンプレストロゴが入った黄色のTシャツを着ていたターミネーターによく似た、太鼓を背負った色黒で髪が逆立った一本角の雷様。名前の由来は浅草寺の雷門から。電気を放射する技「タミネサンダー」(一部の本では田峰サンダー)を持つ。
グレイトバトルシリーズでは『II』と『III』でロアとヒーローの合体攻撃で呼び出されて敵を攻撃するお助けキャラと登場しており『II』はSDバトル大相撲と同じ姿で登場するが『III』では顔に隈取りして上半身裸で胴着のズボンを履くという格好をしている。
『バトルドッジボール 闘球大激突!』にはネオ・ダークブレインのチームメイトとして敵役で登場。髪が水色になり肩と胸にドッジボール用のプロテクターを装着している。また、『バトルコマンダー』ではバンプレキッドと同じく広告のみでの登場で、背中に2機の発電タービンを背負い、角が額から生える2本角になっている。
スーパーロボット大戦OGシリーズでは『OGs』でシャイン王女達が行った遊園地のマスコットキャラクターとして名前が挙がり、さらに『OG外伝』にてエミィが搭乗する戦闘機Gサンダーゲートになって登場している（サンダーゲートを言い換えると雷門となる）。また、TVアニメ『ジ・インスペクター』最終話で、「ベーオウルフ」が生み出した敵メカの1機として『バトルコマンダー』版のグレート雷門をモチーフにした「ノイGK」が登場しており、電撃を放って攻撃する姿を見せた。
キサブロー博士
初登場は『ザ・グレイトバトルIII』の老魔法使い「きさぶろう」で、『ザ・グレイトバトルIV』から巨大ロボット「コンパチカイザー」を開発した科学者として登場する。『ザ・グレイトバトルV』ではドクターキサブローに名前が変更されている。
スーパーロボット大戦OGシリーズにも科学者キサブロー・アズマとして出演しているが、ロアとは異なりコンパチヒーローシリーズのキサブロー博士とは別人である。

### 悪役
ダークブレイン
ザ・グレイトバトルシリーズのボスキャラクター。初出は『SDヒーロー総決戦 倒せ!悪の軍団』の最終ボスとして登場。脳を収納した機械が本体である。宿敵であり最後の敵である一方でライバルとして認めているらしく、ヒーロー達に助力したこともある。
『SDザ・グレイトバトル 新たなる挑戦』では、マントを身に纏った人間の姿で登場し、そこから隻眼を持つ大きな姿へと変身する。さらに『ザ・グレイトバトルII』ではハイパーダークブレインとなり、エセ関西弁で喋り、装甲を外し、本体から腕や足を伸ばし『SDヒーロー総決戦』や『グレイトバトルサイバー』のFC版に近い姿にパワーアップする。
『III』には過去のダークブレインが登場するが、魔王と呼ばれており道化師風の外見をしている。ただし、倒された後の魂は脳みそむき出しの姿である。
他の作品は『バトルドッジボール 闘球大激突!』では『SDザ・グレイトバトル』の姿でネオ・ダーク・ブレインと名乗り『バトルドッジボールII』では、ハイパーダークブレインの近い姿でチビ外野キャラになり、『鉄球ファイト! ザ・グレイトバトル外伝』では『SDザ・グレイトバトル 新たなる挑戦』のダークブレインと鋼鉄魔王ダークアイアンが融合して1頭身になった姿で登場している。
『スーパーロボット大戦OG外伝』に登場した際の姿は『SDザ・グレイトバトル 新たなる挑戦』のものをベースにアレンジが加えられている。複数の思念を持っており、関西弁を使うものも含まれる。
ボーンファイター
ダークブレインの3人の部下の1人。人型で鎧を纏った骸骨戦士の姿をしている。『SDザ・グレイトバトル 新たなる挑戦』では、クリスタルドラゴン、デブデダビデと共にオリジナルボスとしてヒーローに立ちはだかった。『バトルドッジボール』ではダークブレインチームのチームメイトとして登場。
クリスタルドラゴン
ダークブレインの3人の部下の1人。全身がクリスタルで出来ている龍で腹部にはもうひとつ人のような顔があり、目がモノアイになっている。一度倒されると球形のクリスタルが繋がった蛇のような姿になる。
デブデダビデ
ダークブレインの3人の部下の1人。基本的には巨漢だが、他の2人と異なり毎回デザインが違う。
スカルナイト
『バトルコマンダー』で登場したダグブールの四天王の1人。『ザ・グレイトバトルII』からボーンファイターに代わりダークブレインの3人の部下の1人になった。基本はボーンファイターと同じく人型の鎧を着た骸骨だが作品によっては下半身がケンタウロスのような馬やチャリオットなどに変化している。
クリスタルドラグーン
『バトルコマンダー』で登場したダグブールの四天王の1人。『ザ・グレイトバトルII』からクリスタルドラゴンに代わりダークブレインの3人の部下の1人になった。デザインは大きく分けると身体全てがクリスタルでできているドラゴンのタイプと生身のドラゴンにクリスタルのパーツが装着または生えたタイプという2種類の姿になっている。また、『ザ・グレイトバトルII』と『III』の姿には、クリスタルドラゴンのように腹部にもう一つの顔が存在している。
ザンエル
『ザ・グレイトバトルII』の最終ボス。数々の惑星を征服してきており、SDネイションに目を付け環境管理装置を暴走させてヒーローとダークブレインとの間でSD同士の争いを起こし、それを利用し自らの手をよごさずSDネイションを手に入れようした。戦闘能力を上げるパワーアップ形態を持つ。
『III』では別世界に魔王ダークブレインの復活をたくらむ魔法使いであるザンエルが存在しており、前作のザンエルとは風貌や言動が全く異なっている。
『スーパーロボット大戦OG ムーン・デュエラーズ』では、XN-Lという表記で登場する。
ガンダムキラー
ガンダムのライバルとして生まれたオリジナルキャラクター。ガンダム特有のVの字アンテナは付いておらず、代わりに頭部左右のバルカン穴の上に一本ずつアンテナが付いている。また、両肩には可動式のビームシールドが装備されている。公式イラストではサザビーと同型のファンネルを使用している。
『バトルドッジボールII』ではガンダムのライバルMSチーム「モビルスーツキラーズ」に所属。『ガイアセイバー』では洗脳されたアムロ・レイが搭乗するMSとして登場。
ライダーキラー
仮面ライダーのライバルとして生まれたオリジナルキャラクター。カミキリ虫やカマキリをベースしたデザインの怪人。作品によって多少デザインが違い『ガイアセイバー』では片腕が食肉植物の花弁を彷彿させる形をしている。また公式イラストでは身体の色は青色だがゲームでは緑色をしている。
『バトルドッジボールII』では仮面ライダーのライバル怪人チーム「ショッカーイーグルス」に所属。『ガイアセイバー』では正体は脳まで再改造された仮面ライダー2号（一文字隼人）。
ウルトラキラー
ウルトラマンのライバルとして生まれたオリジナルキャラクター。青いウルトラマンが金色の仮面を着けた姿。また、片腕に爪先の長くなった金色の篭手を装着している。
『バトルドッジボールII』ではウルトラマンのライバル怪獣チーム「モンスターパワーズ」に所属。『ガイアセイバー』では正体は洗脳されたゾフィー。